# Magnetfilm
Magnetfilm ist ein Gegenstand der traditionellen Tonfilmtechnik seit der zweiten Hälfte der 1940er Jahre. Magnetfilme sind magnetische Tonträger, die im Rahmen von Zweibandton-Verfahren verwendet werden.

Split-Magnetfilm mit Spleiß

Im Gegensatz zur Lichtton-Technik besteht in der Magnetton-Technik der Tonträger aus mit einer magnetisierbaren Beschichtung versehenem perforiertem Material (daher auch der umgangssprachliche Name Perfo). Ansonsten entspricht es im Prinzip einem Magnettonband. Der Magnetfilm hat in der Regel dieselben Abmessungen wie der zugehörige Bildträger und läuft in gleicher Länge parallel zum „Bild“. Zu Normalfilm synchronisiert man 35-mm-Magnetfilm. Es gibt weiterhin auch so genanntes Split, Magnetfilm von 17½ mm Breite, der in Deutschland wesentlich verbreiteter war als der 35-mm-Magnetfilm. Weil der Ton separat vom Bild läuft, heißt das Verfahren SEPMAG. Es wird auch für 16-mm- und (selten) Super-8-Film verwendet. 
Im Gegensatz zu anderen SEPMAG-Verfahren, bei denen die Synchronisation im Amateurfilmbereich häufig mit Magnetimpulsen auf 1/4"-Tonband oder mittenperforiertem 1/4"-Tonband, im professionellen Bereich zumeist über SMPTE-Codierung funktioniert, findet diese bei Magnetfilm auf mechanischem oder pseudomechanischem Wege statt, indem mittels einer optischen Markierung ein gemeinsamer Startpunkt für Bild und Ton gesetzt wird, ab dem der Film mit dem Tonband fest verkoppelt wird. Dies bot vor dem Aufkommen digitaler nichtlinearer Audiosysteme die einzige Möglichkeit, Ton synchron zum Bild zu schneiden, da die Perforation als Referenz nicht schnittkritisch ist, während ein Timecode kontinuierlich bleiben muss, und nicht geschnitten werden kann.
Magnetfilm wurde ab Ende der 1990er Jahre zusehends von digitalen Medien wie z. B. Digital Audio Tape, Mehrspurrekordern, Dubbern oder Workstations verdrängt. Ausschlaggebend waren hierfür die erheblichen Kosten für Aufnahme- und Wiedergabegeräte, notwendige Rauschverminderungssysteme und Filmmaterial. Spätestens durch die Etablierung des Internets in der Filmbranche, welches den schnellen und kostengünstigen Datenaustausch und somit den Wegfall von Transportkosten mit sich brachte, ist Magnetfilm weitgehend vom Markt verschwunden.
Mit Magnetfilm kann man sehr genau arbeiten. Wohl ist das Schallgeschehen nicht sichtbar wie beim älteren Lichtton, doch mit Übung und Differenzialgetriebe im Schneidetisch kommt man fast beliebig fein ins Synchronkonzept. Die dabei benutzten Werkzeuge sind zunächst der Markierstift und am Montageplatz die Stumpfklebelade der einen oder anderen Art. Auf Schneidetischen mit drei Tonbahnen können die klassischen Elemente Dialog, Geräusch (Effekte) und Musik auf Magnetfilm geschnitten werden, fertig zur Mischung.

## Normen
- ISO 162, drei Spuren auf Mf. 35
- ISO 360, vier Spuren auf Mf. 35
- ISO 491, Film 35
- ISO 543, Sicherheitsfilm
- ISO 1188, Frequenzgang auf Mf. 16
- ISO 1189, Frequenzgang auf Mf. 35
- ISO 1753, sechs Spuren auf Mf. 35
- ISO 4242, zwei Spuren auf Mf. 16
- DIN 15552-3

## Magnetfilmhersteller
- Pyral, aktiv
- Emtec-BASF, eingestellt
- Eastman-Kodak-FPC, aktiv: Katalognummern 12618269185, 12628397523, 12638201410, 12658968182
- Orwo, eingestellt
- Agfa, eingestellt
- Fuji Photo Films (Vertrieb), eingestellt
- Ferrania, eingestellt

Siehe auch: Startband